# Штадлер, Антон
Анто́н Па́уль Шта́длер (нем. Anton Paul Stadler; 28 июня 1753, Брук-на-Лейте, близ Вены — 15 июня 1812, Вена) — австрийский кларнетист и бассетгорнист-виртуоз, композитор, первый исполнитель посвящённых ему сочинений Вольфганга Амадея Моцарта.
Родился в семье башмачника и музыканта-любителя Йозефа Штадлера. Через некоторое время после рождения младшего сына Иоганна (1755—1804) семья Штадлеров переехала в Вену, где оба брата учились игре на кларнете. Самое раннее из сохранившихся свидетельств их совместных выступлений датировано 1773 годом. Братья много концертировали по городам Европы (Прага, Берлин, Рига, Гамбург, Ганновер), несколько раз приезжали с гастролями в Санкт-Петербург. В 1779 году оба были приглашены в императорский духовой оркестр, где Антон, тяготевший к более низкому звучанию, исполнял партию второго кларнета. Два года спустя братья, достигнув большого мастерства в исполнении, стали членами придворного симфонического оркестра.
В начале 1780-х годов Штадлер стал выступать как солист, что по тем временам было достаточной редкостью, так как кларнет был ещё инструментом технически несовершенным. К этому же времени, предположительно, относится знакомство кларнетиста с Моцартом, с которым они состояли в одной масонской ложе. Штадлер часто исполнял партии кларнета и бассетгорна в сочинениях композитора.
Штадлер считается изобретателем идеи бассет-кларнета (который сам музыкант называл бас-кларнетом) — инструмента, представлявшего собой кларнет с расширенным вниз на малую терцию диапазоном. Бассет-кларнет был сконструирован мастером Теодором Лотцем и впервые прозвучал на концерте Штадлера 20 февраля 1788 года. Именно Штадлер был первым исполнителем партий бассет-кларнета в операх Моцарта «Волшебная флейта» и «Милосердие Тита» (в последней есть знаменитая ария Сервилии с солирующим бассет-кларнетом) и его же Квинтете для кларнета и струнных, в оригинале которого требуется исполнение низких звуков, недостижимых на обычном кларнете. Наконец, самым известным сочинением, посвящённым Штадлеру, стал Концерт для кларнета с оркестром Моцарта, изначально предназначавшийся для исполнения на бассетгорне или бассет-кларнете. Сам Штадлер также написал концерт для бассет-кларнета, однако его ноты утеряны.
В 1790—1800-х годах Штадлер много выступал как солист и оркестровый музыкант, готовил к изданию Школу игры на кларнете. Музыкант умер в Вене в 1812 году от туберкулёза.

## Творчество
Немногочисленные сохранившиеся критические статьи в газетах того времени отмечали в исполнении Штадлера мягкость и красоту звучания и виртуозное владение разными регистрами своего инструмента. Он также имеет большое значение как композитор, писавший в основном для своего инструмента, однако в наше время его сочинения почти не исполняются, а ноты многих утеряны.